# Сделано в Джерси
«Сделано в Джерси» (англ. Made in Jersey) — американский драматический телесериал с Джанет Монтгомери в главной роли, премьера которого состоялась на канале CBS 28 сентября 2012 года. В мае 2012 года канал заказал съёмки первого сезона. CBS закрыл и снял с эфира сериал 10 октября, после выхода всего двух эпизодов, в связи с низкими рейтингами, но 5 ноября объявил, что оставшиеся снятые эпизоды будут показаны по субботам, начиная с 24 ноября.

## Сюжет
В центре сюжета находится женщина-адвокат из рабочего класса Мартина Гарретти, выросшая в Нью-Джерси, которая поступает на работу в богатую юридическую фирму в Нью-Йорке.

## Актёры и персонажи
- Джанет Монтгомери — Мартина Гарретти[6]
- Донна Мёрфи — Дарлин Гарретти[6]
- Кайл МакЛахлан — Донован Старк[6]
- Эрин Каммингс — Бонни Гарретти[6]
- Кристоффер Полаха — Нолан[6]
- Тони Тракс — Синди Вега[6]
- Стефани Марч — Натали Минка[7]

## Список эпизодов
| № | Название                            | Режиссёр         | Автор сценария  | Дата премьеры    | Произв. код | Зрители в США (млн) |
| - | ----------------------------------- | ---------------- | --------------- | ---------------- | ----------- | ------------------- |
| 1 | «Пилот» «Pilot»                     | Марк С. Уотерс   | Дэна Калво      | 28 сентября 2012 | 101         | 7.82                |
| 2 | «Кактус» «Cacti»                    | Адам Дэвидсон    | Бретт Конрад    | 5 октября 2012   | 102         | 6.78                |
| 3 | «Камелот» «Camelot»                 | Марк С. Уотерс   | Дэна Калво      | 24 ноября 2012   | 103         | 2.52                |
| 4 | «День платежа» «Payday»             | Виктор Нелли мл. | Кевин Фоллс     | 1 декабря 2012   | 104         | 5.13                |
| 5 | «Ведомый» «Wingman»                 | Джефф Блекнер    | Алисия Кирк     | 22 декабря 2012  | 105         | 2.47                |
| 6 | «Древняя история» «Ancient History» | Винсент Мисиано  | Альфонсо Морено | 22 декабря 2012  | 106         | 2.98                |
| 7 | «Ферма» «The Farm»                  | Адам Дэвидсон    | Кети Вех        | 29 декабря 2012  | 107         | 2.94                |
| 8 | «Риджуэлл» «Ridgewell»              | Эрик Штольц      | Жан Нэш         | 29 декабря 2012  | 108         | 2.81                |